# Lorenzo Nottolini
Lorenzo Nottolini est un architecte italien né à Segromigno in Piano, village dans la commune de Capannori, le 6 mai 1787, mort à Lucques le 12 septembre 1851.

## Biographie
Lorenzo Nottolini se forme à Lucques, à l'Académie des beaux-arts de Florence et, à partir de 1812, à Rome.
Son style s'inspire de Antonio Canova qu'il connaît personnellement à Florence et d'Andrea Palladio qu'il étudie à Vicence et à Venise.
En 1818, Louise de Bourbon, duchesse de Lucques le nomme architecte royal pour le duché de Lucques, charge qu'il occupe pendant trente ans.

L'aqueduc de Guamo à Lucques, construit de 1823 à 1851 sur un plan de Lorenzo Nottolini

## Œuvres
Principaux ouvrages de Nottolini dans la région de Lucques :
- Ouvrages d'architecture
  - - Restauration de la toiture des Fossi, aujourd'hui Corso Garibaldi à Lucques (1818-20)
  - - Aménagement d'un parc entre la porte San Pietro et la porte San Donato à Lucques (1818-20)
  - - Interventions au palais ducal à Lucques (1818-45)
  - - Interventions au théâtre du Giglio à Lucques (1819)
  - - pour la Villa Royale, projet du nouvel accès, de la nouvelle façade nord et du Coffe-house à Marlia (1819)
  - - L'observatoire de San Pancrazio (1819 et années suivantes)
  - - Piazza dell'Anfiteatro à Lucques (1830-39)
  - - Plans et projet de la restauration du palazzo di Bagno à la Villa a Bagni di Lucca (1829 et années suivantes)
  - - Projet de l'Oratorio dell'Annunziata à côté de la Villa Nottolini à Vorno

- Routes
  - - Route de Monte S.Quirico à Ponte S.Pietro à droite de Serchio à Lucques (1821)
  - - Reconstruction de la Via Letizia à Bagni di Lucca à gauche de Lima (1838)
  - - Via di Lima du torrent Camaione à Fornoli (1839-40)
  - - Via Ludovoca de Ponte a Calavorno à Borgo a Mozzano, de Borgo a Mozzano à Ponte a Moriano, et de Ponte a Calavorno à Gallicano (1838-1850)
  - - Ouverture des deux galeries des Penne di Sesto le long de la Via Ludovica
  - - Voie ferrée Lucques-Pise (1842-1843)

- Ponts
  - Pont sur le Serchio à Monte S.Quirico (1821-24)
  - Ponte delle Catene sur la Lima (1839-60)
  - Des ponts le long de la Via Ludovica

- Ouvrages hydrauliques
  - - Des sources, à flancs de montagne les réservoirs et la série d'arches de l'aqueduc à Lucques (1822-1834)[1]
  - - "Gran Progetto" (Grand Projet), jamais réalisé : il envisageait l'assèchement du lac de Bientina, la déviation du Serchio à Filettole et le remblai des marais de Massaciuccoli (1820 et années suivantes)
  - - Restructuration de la Darsena et du Molo à Viareggio (1820-25)
  - - Travaux d'élargissement et d'endiguement le long du Serchio (1826-35)
  - - Des fontaines en ville : Piazza Antelminelli, Piazza S. Salvatore, Piazza dell'Anfiteatro.

- Ouvrages pittoresques :
  - - Réalisation de l'iconostase de la chapelle de San Paolino à Marlia Villa Royale

Plaque : Ilaria Giulia Pergola, commune de Capannori